# Beatriz Sarlo

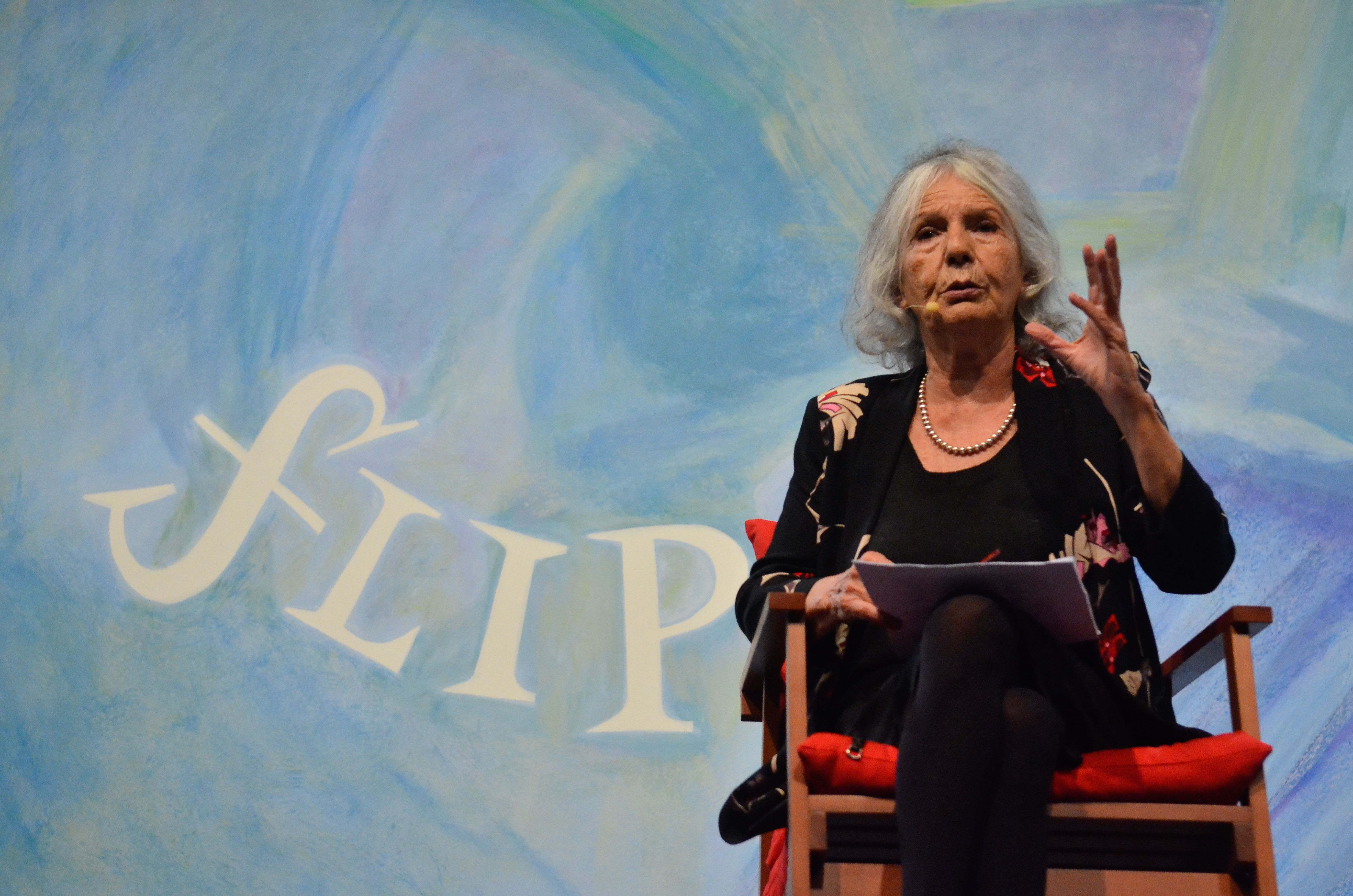
Beatriz Sarlo

Beatriz Sarlo (* 29. März 1942 in Buenos Aires; † 17. Dezember 2024 ebenda) war eine argentinische Journalistin, Schriftstellerin und Essayistin, deren Schwerpunkt auf der Literatur- und Kulturkritik lag.

## Werdegang
Sarlo studierte an der Universidad de Buenos Aires und begann Ende der 1960er Jahre bei dem Verlag Centro Editor de América Latina zu arbeiten, der der argentinischen Diktatur unter Juan Carlos Onganía von Anfang an ein Dorn im Auge war. Von 1972 bis 1976 war sie Teil der Chefredaktion der Zeitschrift Los Libros. Außerdem arbeitete sie ab der demokratischen Wende bis zum Jahr 2003 als Professorin für argentinische Literatur an der Fakultät für Literatur und Philosophie der Universität Buenos Aires. Als Gastprofessorin gab sie zudem Kurse an den Universitäten von Columbia, Berkeley, Maryland und Minnesota.
Sarlo gehörte zu den wichtigsten intellektuellen Stimmen Lateinamerikas und legte einen Schwerpunkt ihrer Arbeiten auf die Postmodernität des Subkontinents, die sie als „Periphere Modernität“ (modernidad periférica) betitelte. Das gleichnamige Buch sowie das Werk „Escenas de la vida posmodern“ (Ausschnitte aus dem postmodernen Leben) brachten ihr Anerkennung und zahlreiche Auszeichnungen im akademischen Bereich ein. Auch ihre Publikation über den Schriftsteller José Luis Borges festigte diesen Ruf.
Neben ihren wissenschaftlichen Texten behandeln ihre in einschlägigen argentinischen und lateinamerikanischen Kulturzeitschriften erscheinenden Kolumnen den soziokulturellen Wandel, der sich laut Sarlo sowohl von der Modernitätskrise, als auch von den Auswirkungen des Neoliberalismus ableite. Damit reihte sie sich neben Autoren wie Néstor García Canclini, Jesús Martín Barbero oder Carlos Monsiváis in die Riege bedeutender Analytiker der lateinamerikanischen Kultur(en) ein.  
Gemeinsam mit Mitgliedern des Verlags Centro Editor de América Latina schloss Sarlo sich Ende 1967 zur Gruppe Punto de Vista (Standpunkt) zusammen, die ab 1978 eine gleichnamige Zeitschrift herausgab. Von 1978 bis 2008 fungierte Sarlo als Chefredakteurin von Punto de Vista, die sich mit neuen theoretischen Konzepten innerhalb der Sozial-, Kultur- und Literaturwissenschaften beschäftigte. Zudem schrieb sie für die Zeitungen La Nación, Perfil und für die Zeitschrift Revista Noticias.
Anfang des Jahres 2012 unterzeichnete Sarlo, wie viele andere Intellektuelle Argentiniens, ein Dokument, das den Umgang der argentinischen Regierung unter Cristina Fernández de Kirchner mit den Falklandinseln kritisierte und darauf hinwies, die Einwohner der Inseln als Rechtssubjekte zu betrachten und ihnen Gehör zu schenken, statt sie kleinzureden.
Zuletzt kritisierte Beatriz Sarlo die Regierung unter Mauricio Macri, insbesondere die Ernennung zweier Richter per Präsidentenerlass.
Sarlo starb am 17. Dezember 2024 im Alter von 82 Jahren im Sanatorium Otamendi in Buenos Aires.

## Werke (Auswahl)
- (mit Carlos Altamirano) Literatura-sociedad (Buenos Aires: Edicial, 1982)
- (mit Carlos Altamirano) Ensayos argentinos: de Sarmiento a la Vanguardia (Buenos Aires: Ceal, 1983; Buenos Aires: Ariel, 1997)
- El imperio de los sentimientos: Narraciones de circulación periódica en la Argentina, 1917–1927 (Buenos Aires: Catálogos, 1985; 2000; Buenos Aires: Siglo XXI, 2011)
- Una modernidad periférica: Buenos Aires, 1920 y 1930 (Buenos Aires: Nueva Visión, 1988).
- (mit Carlos Altamirano) Conceptos de sociología literaria (Buenos Aires: CEDAL [Centro Editor de América Latina], 1990)
- La imaginación técnica: Sueños modernos de la cultura argentina (Buenos Aires: Nueva Visión, 1992)
- Borges, un escritor en las orillas (1993; Buenos Aires: Ariel, 1995; 1998)
- Escenas de la vida posmoderna: Intelectuales, arte y videocultura en la Argentina (Buenos Aires: Ariel, 1994; 2004)
- Martín Fierro y su crítica: Antología (Buenos Aires: Centro editor de América Latina, 1994)
- Instantáneas: Medios, ciudad y costumbres en el fin de siglo (Buenos Aires: Ariel, 1996)
- La máquina cultural: Maestras, traductores y vanguardistas (Buenos Aires: Ariel, 1998)
- Siete ensayos sobre Walter Benjamin (Buenos Aires: Fondo de Cultura Económica, 2000)
- La batalla de las ideas, 1943–1973 (Buenos Aires: Ariel, 2001)
- Tiempo presente (Buenos Aires: Siglo XXI, 2001)
- La pasión y la excepción (Buenos Aires: Siglo XXI, 2003)
- Tiempo pasado: Cultura de la memoria y giro subjetivo (Buenos Aires: Siglo XXI, 2005)
- Escritos sobre literatura argentina (Buenos Aires, Siglo XXI, 2007)
- La ciudad vista: Mercancías y cultura urbana (Buenos Aires, Siglo XXI, 2009)
- La audacia y el cálculo: Kirchner 2003–2010 (Buenos Aires: Sudamericana, 2011)
- Signos de Pasión: Claves de la novela sentimental del Siglo de las Luces a nuestros días (Buenos Aires: Biblos, 2012)
- Ficciones Argentinas: 33 Ensayos (Buenos Aires: Mardulce, 2012)
- Viajes: De la Amazonia a Malvinas (Buenos Aires: Seix Barral, 2014)
- Zona Saer (Santiago de Chile, 2016)

## Auszeichnungen
- Guggenheim-Stipendium
- Premio a la Trayectoria vom Fondo Nacional de las Artes
- José-Donoso-Preis der Universität Talca
- Konex-Preis – Diploma al Mérito por Ensayo Literario, verliehen von der Fundación Konex, 1994
- Konex-Preis – Diploma al Mérito por Teoría Lingüística y Literaria, verliehen von der Konex-Stiftung, 1996
- Platin-Konex-Preis, 2004
- Orden do Merito Cultural, grado Gran Cruz, verliehen von der Republik Brasilien, 2009
- Preis der Ausdrucksfreiheit, verliehen von Editorial Perfil, 2011
- Pluma- de-Honor-Preis, verliehen von der Argentinischen Nationalakademie für Journalismus, 2013
- Premio Konex – Diploma al Mérito por Ensayo Literario, verliehen von der Konex-Stiftung, 2014
- Internationaler Preis Pedro Henríquez Ureña, verliehen vom Kulturministerium und der Regierung der Dominikanischen Republik, 2015
- Wahl zum korrespondierenden Mitglied der British Academy, 2013[2]